# Tianma-Qucun
Die archäologische Stätte Tianma-Qucun (chinesisch 曲村—天马遗址, Pinyin Qūcūn-Tiānmǎ yízhǐ, englisch Tianma-Qucun site) im Kreis Quwo (曲沃县) der chinesischen Provinz Shanxi aus der Zeit der Westlichen Zhou-Dynastie ist der Ort der alten Hauptstadt des Staates Jin.
Die Stätte wurde in den achtziger Jahren von der Archäologischen Fakultät der Peking-Universität (Shang-Zhou-Gruppe) und dem Archäologischen Institut der Provinz Shanxi ausgegraben. Neben jüngeren Funden aus verschiedenen Epochen der chinesischen Geschichte sind die Funde aus der Zeit der Westlichen Zhou-Dynastie, insbesondere die Grabbeigaben der Gräber der Führungsschicht und die Wohnstätten, von großem Interesse, die Aufschlüsse über die Kultur des alten Staates Jin geben.
Die Stätte (Qucun-Tianma yizhi) steht seit 1996 auf der Liste der Denkmäler der Volksrepublik China (4-26).
Der Ausgrabungsbericht erhielt 2001 den Shimada-Preis.